# Kloster Sylo (Ribeauvillé)
Das Kloster Sylo bei Ribeauvillé (Rappoltsweiler) war ein Kloster der Dominikanerinnen. Von hier aus gründeten Schwestern um 1245 das Kloster Sylo bei Sélestat.

## Geschichte
Das Kloster Sylo wurde 1250 den Dominikanern übergebenen. Das Kloster ist heute eine Ruine in den Bergen der Vogesen westlich der Stadt Ribeauvillé im Elsass.